# ブルグイユ
ブルグイユ(Bourgueil)は、フランス、サントル＝ヴァル・ド・ロワール地域圏、アンドル＝エ＝ロワール県のコミューン。ロワール川右岸に位置し、南東にあるシノンと川を挟んで隣接している。